# Tratado de Greenwich
O Tratado de Greenwich (também conhecido como os Tratados de Greenwich) continha dois acordos, ambos assinados em 1 de julho de 1543, em Greenwich, por representantes de Inglaterra e da Escócia. O acordo, em geral, implicava um plano desenvolvido por Henrique VIII de Inglaterra para unir os dois reinos (ou seja, a União das Coroas). O primeiro sub-tratado ajudou a estabelecer a paz entre o Reino da Inglaterra e o Reino da Escócia. O segundo sub-tratado foi um casamento proposto entre Eduardo VI de Inglaterra e Maria I da Escócia. Nesta parte do tratado, foi acordado que Maria seria acompanhado por um fidalgo inglês (e sua mulher), até que ela completasse dez anos de idade. Posteriormente, Maria iria permanecer na Inglaterra até ao momento do seu casamento. Além disso, o Tratado de Greenwich permitia que o Reino da Escócia mantivesse as suas leis. Assim, o Conde de Arran assinou o acordo em 1 de julho e ratificou-o em 25 de agosto de 1543. No entanto, o Tratado de Greenwich, em última instância, foi rejeitado pelo Parlamento escocês em 11 de dezembro de 1543.